# Апостол, Вениамин Гаврилович
Вениамин Гаврилович Апостол (рум. Veniamin Apostol; 15 августа 1938, коммуна Дубна, Сорокский уезд, Бессарабия, Королевство Румыния — 14 декабря 2000, Кишинёв, Республика Молдавия) — молдавский советский режиссёр. Народный артист Молдавской ССР (1989).

## Биография
Родился 15 августа 1938 года в коммуне Дубна Сорокского уезда Бессарабии.
В 1969 году окончил режиссёрский факультет Московского театрального института им. А. В. Луначарского по классу Анатолия Эфроса. В том же году был принят на работу в Национальный театр имени Михая Эминеску (бывший Академический театр им. А. С. Пушкина). В конце 1970-х годов Вениамин Апостол стал художественным директором театра.
В 1963—1968 годах учился на режиссёрском курсе Анатолия Эфроса в ГИТИСе.
Работал главным режиссёром Кишиневского русского драматического театра имени Чехова, был председателем правления Союза театральных деятелей Молдавии. 
В 1991 - 1999 годах преподавал и был ректором Кишинёвского института искусств.
Был членом КПСС и народным депутатом СССР.
Умер 14 декабря 2000 года. Похоронен на Центральном кладбище в Кишинёве.

## Награды и звания
- Орден Республики (1996)[2].
- Медаль «Михай Эминеску» (2000)[3]
- Орден Трудового Красного Знамени (1986).
- Народный артист Молдавской ССР (1989).

## Творчество

### Роли в кино
- 1980 — «Дом Диониса»
- 1985 — «Жизнь и бессмертие Сергея Лазо»
- 1986 — «Лучафэрул»
- 1988 — «Недолгий танец любви»
- 1999 — «Мужской характер, или Танго над пропастью 2» − главврач